# Association sportive et culturelle de Biesheim
Maillots
Actualités
Dernière mise à jour : 26 septembre 2024.
L'Association sportive et culturelle de Biesheim, communément abrégé en ASC Biesheim, est un club français de football fondé en 1968 à Biesheim (Haut-Rhin) sous le nom d'Entente Rhénane de Bisheim. Le club alsacien connaît plusieurs succès à l'échelle régionale, notamment dans les années 1990. Depuis la saison 2023-2024, il évolue en National 2, quatrième division française.

## Histoire

### Origines du club (1968-1970)
En 1967, à la suite de l'arrêt des activités de l'US Biesheim (club fondé en 1946), l'Entente Rhénane est fondée en 1968 essentiellement sous l'impulsion de l'usine Rhénalu (désormais Constellium), qui possède alors une équipe engagée en championnat corporatif. Pierre Bourgne est le premier président de ce nouveau club, et l'équipe dispute son premier match le 18 août 1968, à l'occasion d'une rencontre contre le club de Saasenheim, un village à une trentaine de kilomètres au nord de Biesheim. Ce premier match se solde d'une défaite 3-1.

### Débuts (années 1970)
En 1970, l'Entente Rhénane adhère à la structure omnisports de la commune, l'Association sportive et culturelle de Biesheim et devient sa section football,. Eugène Metzger est le premier président de ce club. L'ASC Biesheim joue d'abord sur un terrain nommé Flugplatz (« aérodrome » en français) prêté par l’armée et situé entre Biesheim et Neuf-Brisach. Puis, en 1971, la municipalité achève la construction d'un nouveau stade avec douches. La première rencontre officielle se joue contre Rouffach (3-3), le 24 août 1971 à 20 h 30, et attire 600 spectateurs. 
Lors de la saison 1972-1973, le club obtient son premier titre de champion d’Alsace en division 2.

### Progression (années 1980-1990)
Biesheim accède au niveau régional en 1988 puis à l'échelon national en 1992 après avoir été sacré champion de Division d'Honneur d'Alsace[réf. nécessaire]. En 1996, le club est sacré champion national du groupe Est. Ce sacre permettait au club d'accéder à la deuxième division, ce que les dirigeants déclinent pour des raisons budgétaires[réf. souhaitée].
En 2004, le club est à nouveau titré champion d'Alsace en Division d'Honneur, victoire synonyme de retour au niveau national, mais l'aventure tourne court après une seule saison[pourquoi ?][réf. nécessaire].

### AuXXIesiècle
Depuis la saison 2005-2006, l'ASC Biesheim joue dans les championnats de la Ligue d'Alsace de football.
De la saison 2013-2014 à la saison 2016-2017, le club évolue en CFA 2 (championnat renommé National 3 à partir de 2017).
Lors de la coupe de France 2017-2018, le club atteint les seizièmes de finale et est éliminé par Grenoble aux tirs au but en janvier 2018, performance qui constitue le meilleur résultat du club dans la compétition.
En mai 2019, Vincent Schmitt, ancien joueur et champion de D4 avec le club en 1996, devient président du club et succède au mandat d'onze années de Marc Nagor. En avril 2020, Claude Spreng fait son retour au club en tant qu'entraîneur (après six saisons de 2000 à 2006) et succède à cinq saisons d'Hervé Milazzo. Il est épaulé par son ancien joueur Lucas Catalano avec qui il reforme le duo qui permet à Haguenau d'être promu à l'issue de la saison 2017-2018 de National 3.
À l'été 2022, Vincent Rychen est nommé nouvel entraîneur du club, après quelques mois à Saint-Louis Neuweg soldés par une reléguation,.
À l'issue de la saison 2022-2023 de National 3, le club est sacré champion du groupe Grand-Est et est promu en National 2, quatrième division française,. En octobre 2023, des écrits au caractère raciste d'un membre du comité directeur du club sont divulgués,. Vincent Schmitt, président du club, demande la démission immédiate du dirigeant concerné, qui la refuse, provoquant la démission de Vincent Schmitt lui-même par manque de soutien. N'étant pas parvenu à trouver un successeur, il revient finalement un mois plus tard et est réélu à l'issue d'une assemblée générale extraordinaire,.

## Résultats sportifs

### Palmarès
- Champion DH Alsace : 1992, 2004, 2013

### Bilan par saison
| Saison    | Championnat                  | Classement | Pts | J  | G  | N  | P  | Bp | Bc | Diff | CdF            | Coupe régionale |
| --------- | ---------------------------- | ---------- | --- | -- | -- | -- | -- | -- | -- | ---- | -------------- | --------------- |
| 1991-1992 | DH Alsace                    | 1er        | 42  | 26 | 18 | 6  | 2  | 60 | 24 | +36  | NC             | NC              |
| 1992-1993 | Division 4, groupe C         | 10e        | 23  | 26 | 10 | 3  | 13 | 38 | 38 | 0    | NC             | NC              |
| 1993-1994 | National 3, groupe C         | 10e        | 24  | 26 | 7  | 10 | 9  | 35 | 38 | -3   | NC             | NC              |
| 1994-1995 | National 3, groupe C         | 3e         | 32  | 26 | 12 | 8  | 6  | 32 | 19 | +13  | NC             | NC              |
| 1995-1996 | National 3, groupe C         | 1er        | 61  | 26 | 19 | 4  | 3  | 51 | 25 | +26  | NC             | NC              |
| 1996-1997 | National 3, groupe C         | 8e         | 34  | 26 | 9  | 7  | 10 | 37 | 31 | +6   | NC             | NC              |
| 1997-1998 | CFA 2, groupe C              | 10e        | 31  | 28 | 8  | 7  | 13 | 39 | 52 | -13  | NC             | NC              |
| 1998-1999 | CFA 2, groupe B              | 13e        | 63  | 30 | 8  | 9  | 13 | 33 | 46 | -13  | NC             | NC              |
| 1999-2000 | CFA 2, groupe B              | 15e        | 48  | 30 | 4  | 6  | 20 | 30 | 63 | -33  | NC             | NC              |
| 2000-2001 | DH Alsace                    | 13e        | 22  | 26 | 5  | 7  | 14 | 36 | 57 | -21  | NC             | NC              |
| 2001-2002 | Excellence Bas-Rhin          | NC         | NC  | NC | NC | NC | NC | NC | NC | NC   | NC             | NC              |
| 2002-2003 | DH Alsace                    | 7e         | 36  | 26 | 9  | 9  | 8  | 40 | 29 | +11  | 8e tour        | NC              |
| 2003-2004 | DH Alsace                    | 1er        | 76  | 26 | 15 | 5  | 6  | 49 | 36 | +13  | NC             | NC              |
| 2004-2005 | CFA 2, groupe B              | 13e        | 63  | 30 | 8  | 9  | 13 | 41 | 50 | -9   | NC             | NC              |
| 2005-2006 | DH Alsace                    | 11e        | 57  | 26 | 7  | 10 | 9  | 28 | 45 | -17  | NC             | NC              |
| 2006-2007 | DH Alsace                    | 9e         | 60  | 26 | 10 | 4  | 12 | 37 | 54 | -17  | NC             | NC              |
| 2007-2008 | DH Alsace                    | 3e         | 74  | 26 | 14 | 6  | 6  | 41 | 30 | +11  | NC             | NC              |
| 2008-2009 | DH Alsace                    | 6e         | 64  | 26 | 11 | 5  | 10 | 41 | 42 | -1   | NC             | NC              |
| 2009-2010 | DH Alsace                    | 2e         | 78  | 26 | 16 | 4  | 6  | 57 | 25 | +32  | 7e tour        | NC              |
| 2010-2011 | DH Alsace                    | 9e         | 59  | 26 | 8  | 9  | 9  | 38 | 45 | -7   | NC             | NC              |
| 2011-2012 | DH Alsace                    | 2e         | 85  | 28 | 18 | 4  | 6  | 51 | 31 | +20  | NC             | NC              |
| 2012-2013 | DH Alsace                    | 1er        | 79  | 26 | 16 | 5  | 5  | 42 | 28 | +14  | 7e tour        | NC              |
| 2013-2014 | CFA 2, groupe C              | 11e        | 54  | 26 | 7  | 7  | 12 | 35 | 41 | -6   | 5e tour        | 1/16 de finale  |
| 2014-2015 | CFA 2, groupe E              | 10e        | 54  | 26 | 7  | 7  | 12 | 27 | 37 | -10  | 6e tour        | 1/8 de finale   |
| 2015-2016 | CFA 2, groupe F              | 12e        | 54  | 26 | 6  | 10 | 10 | 38 | 50 | -12  | 5e tour        | 1/2-finale      |
| 2016-2017 | CFA 2, groupe D              | 10e        | 33  | 26 | 9  | 6  | 11 | 34 | 44 | -10  | 6e tour        | 1/16 de finale  |
| 2017-2018 | National 3, groupe Grand-Est | 2e         | 51  | 30 | 14 | 9  | 7  | 46 | 35 | +11  | 1/16 de finale | 1/16 de finale  |
| 2018-2019 | National 3, groupe Grand-Est | 9e         | 33  | 26 | 9  | 6  | 11 | 32 | 39 | -7   | 8e tour        | 1/8 de finale   |
| 2019-2020 | National 3, groupe Grand-Est | 8e         | 24  | 18 | 7  | 3  | 8  | 28 | 26 | +2   | 6e tour        | NC              |
| 2020-2021 | National 3, groupe Grand-Est | 1er        | 17  | 7  | 5  | 2  | 0  | 16 | 5  | +11  | 6e tour        | NC              |
| 2021-2022 | National 3, groupe Grand-Est | 6e         | 37  | 26 | 10 | 7  | 9  | 34 | 41 | -7   | 8e tour        | NC              |
| 2022-2023 | National 3, groupe Grand-Est | 1er        | 55  | 26 | 16 | 7  | 3  | 54 | 21 | +33  | 5e tour        | NC              |
| 2023-2024 | National 2, groupe D         | 6e         | 35  | 26 | 9  | 8  | 9  | 29 | 34 | -5   | 8e tour        | NC              |
| 2024-2025 | National 2, groupe C         |            |     |    |    |    |    |    |    |      |                |                 |
| Saison    | Championnat                  | Classement | Pts | J  | G  | N  | P  | Bp | Bc | Diff | CdF            | Coupe régionale |

## Logos

Logo jusqu'en 2025.
Logo depuis 2025.

## Personnalités du club

### Présidents
| Période               | Nom             | Réfs  |
| --------------------- | --------------- | ----- |
| 1968–?                | Pierre Bourgne  | [ 2 ] |
| 1970–?                | Eugène Metzger  | [ 2 ] |
| NC                    | Gilbert Kretz   | [ 6 ] |
| 2008[à vérifier]–2019 | Marc Nagor      | ,     |
| depuis 2019           | Vincent Schmitt | ,     |

### Entraîneurs
| Période     | Nom                      | Réfs              |
| ----------- | ------------------------ | ----------------- |
| 1968–1970   | Albert Engasser          | [réf. nécessaire] |
| 1970–1975   | François Kretz           | [réf. nécessaire] |
| 1975–1976   | René Pleimelding         | [réf. nécessaire] |
| 1976–1977   | François Kretz           | [réf. nécessaire] |
| 1977–1980   | Gérard Baumann           | [réf. nécessaire] |
| 1980–1983   | Daniel Kuster            | [réf. nécessaire] |
| 1983–1986   | Jean-Pierre Ringler      | [réf. nécessaire] |
| 1986–1995   | Daniel Kuster            | [réf. nécessaire] |
| 1995–1998   | Bruno Scherrer           | [réf. nécessaire] |
| 1998–1999   | Rénaldo Pichetti         | [réf. nécessaire] |
| 1999–2000   | Pascal Lemut Claude Frey | [réf. nécessaire] |
| 2000–2006   | Claude Spreng            | [ 7 ]             |
| ?           | ?                        |                   |
| 2009–2011   | Sébastien Roi            | [ 17 ]            |
| 2011–2015   | Jean-Pierre Laverny      | [ 18 ]            |
| 2015–2020   | Hervé Milazzo            | [ 7 ]             |
| 2020–2021   | Claude Spreng            | [ 7 ]             |
| 2021–2022   | Lucas Catalano           | [ 19 ]            |
| 2022        | Dominique Lihrmann       | [ 19 ]            |
| depuis 2022 | Vincent Rychen           | ,                 |